# Acraea madhela
Acraea madhela är en fjärilsart som beskrevs av Otto Staudinger 1885. Acraea madhela ingår i släktet Acraea och familjen praktfjärilar. Inga underarter finns listade i Catalogue of Life.